# Costiera cilentana
Viene detto costiera cilentana il tratto di costa campana del Mar Tirreno meridionale compreso tra il golfo di Salerno e il golfo di Policastro, nel Cilento.

## Geografia antropica

### Comuni
Fanno parte della costiera:

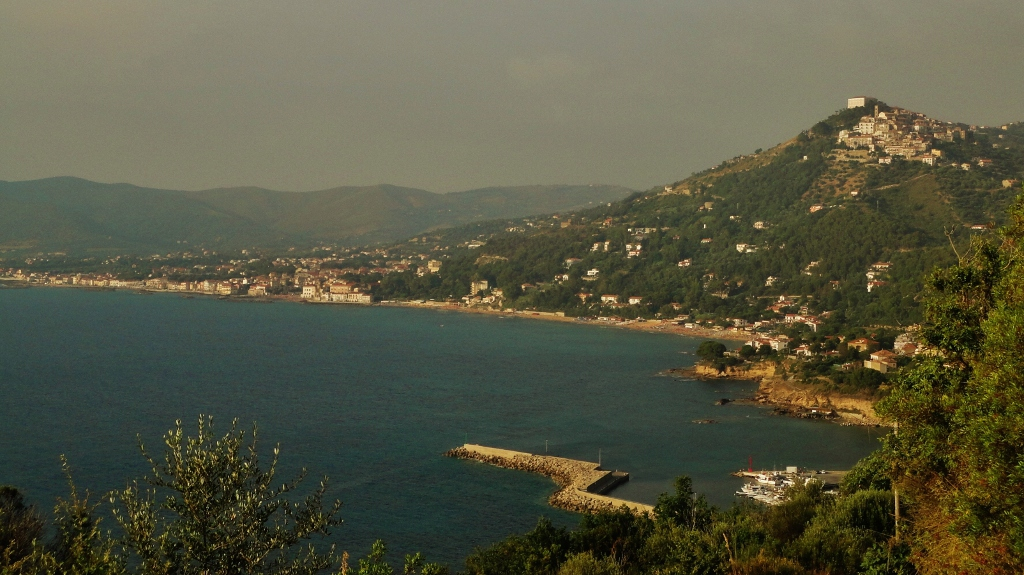
Castellabate

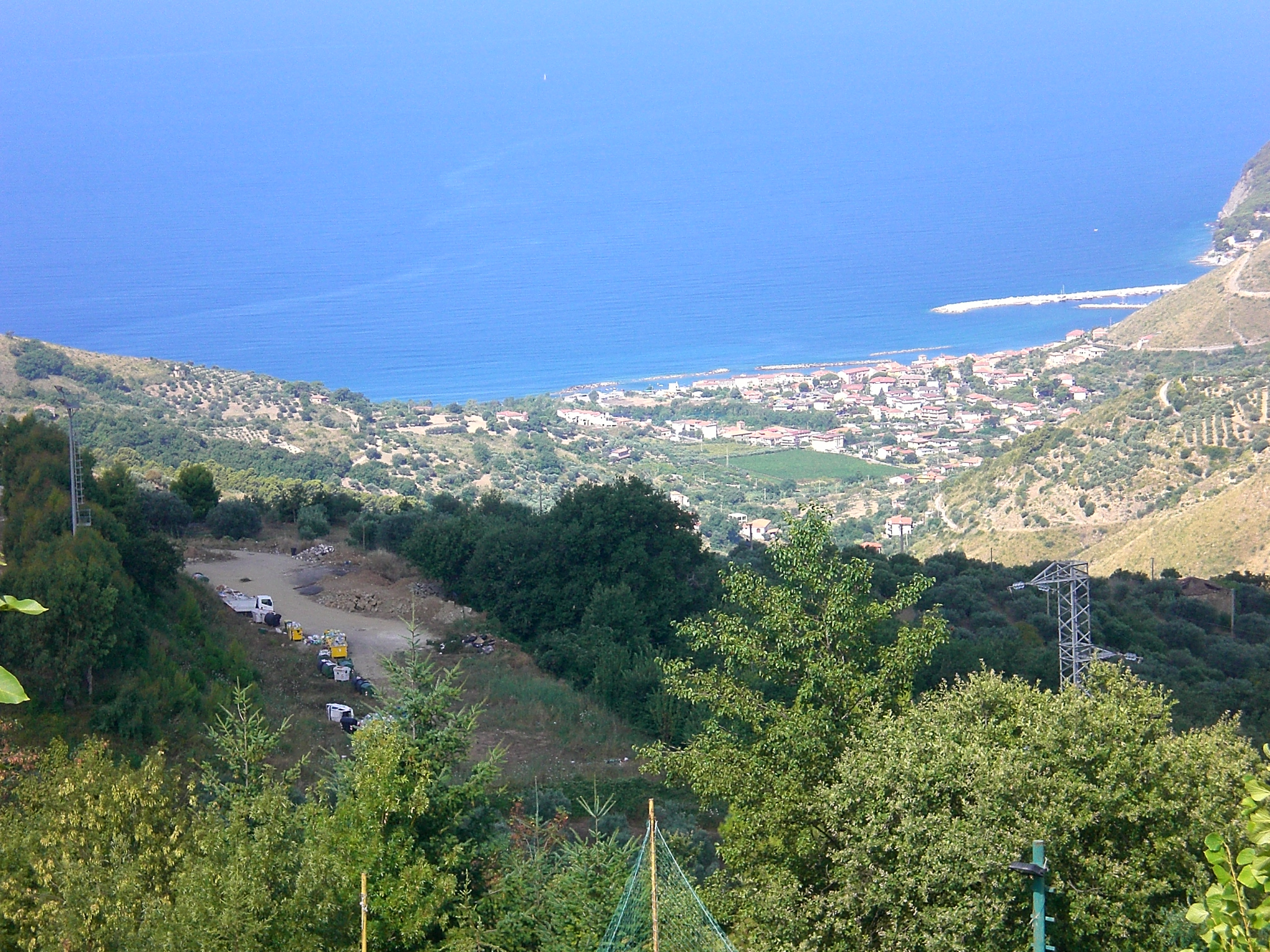
Montecorice

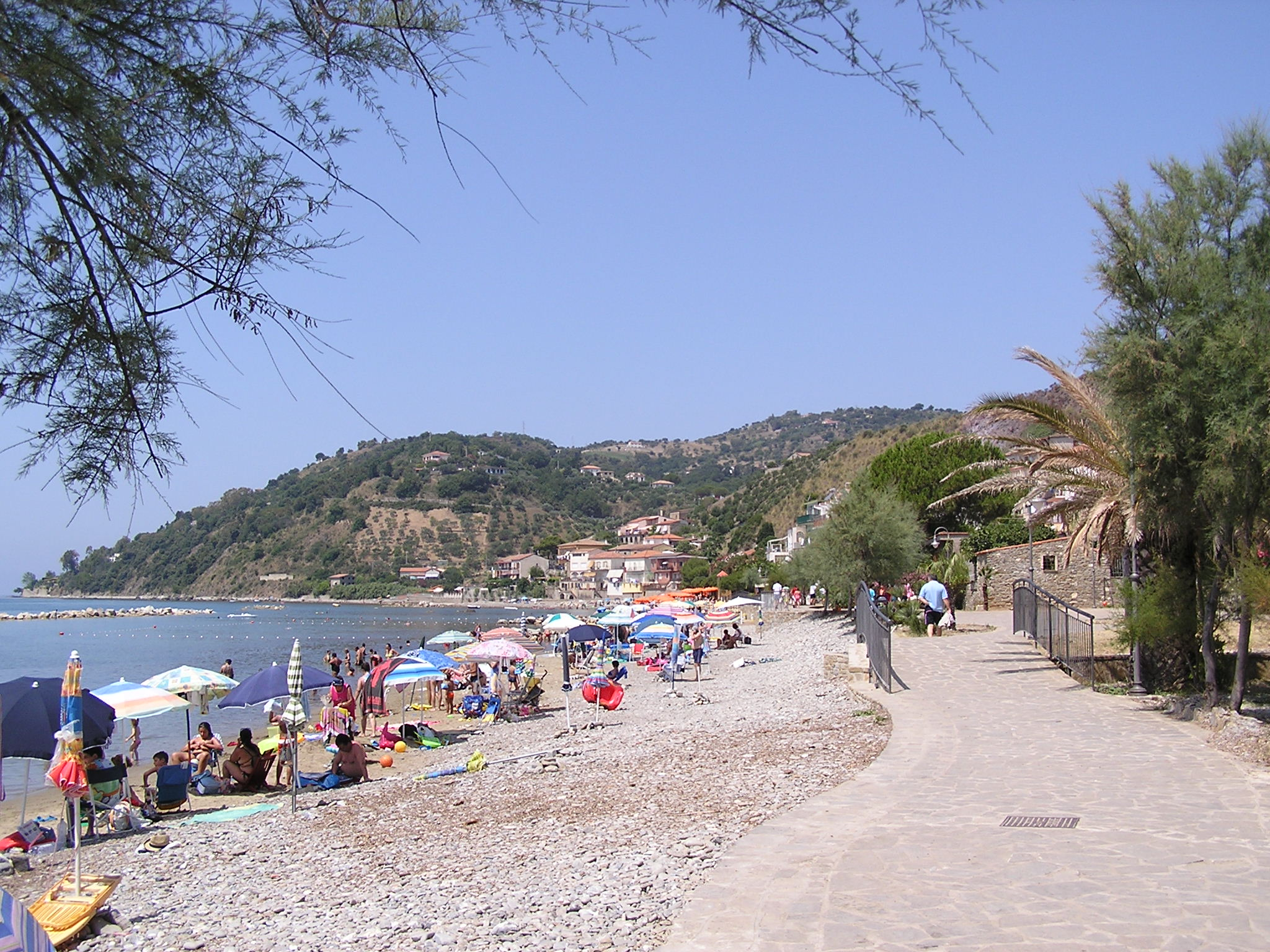
Pollica

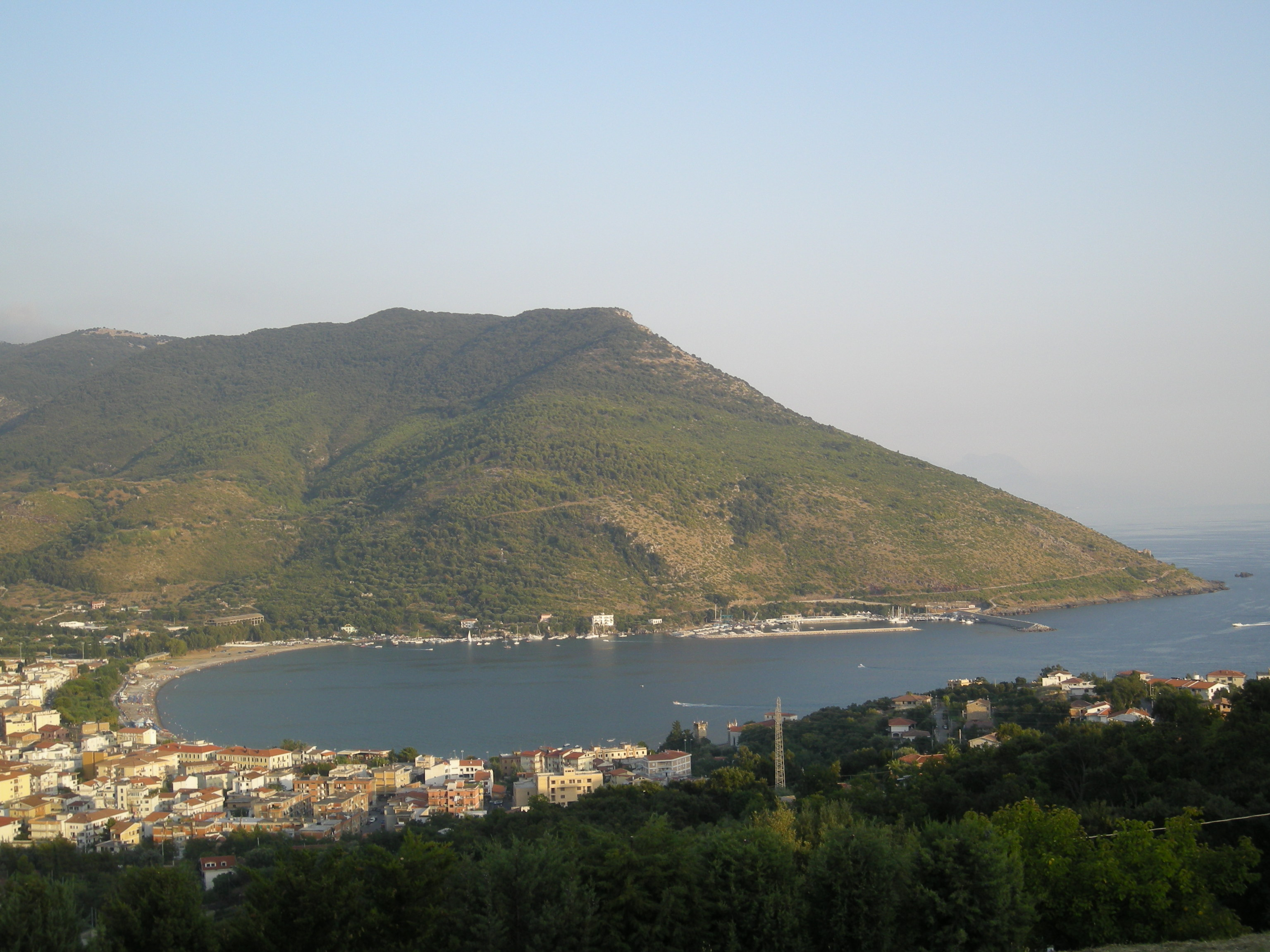
Sapri

- Agropoli, col capoluogo stesso e Mattine
- Ascea, con Velia e Marina di Ascea
- Camerota, con Marina di Camerota
- Capaccio-Paestum, con Paestum, Laura, Licinella e Torre Kernot
- Casal Velino, con Marina di Casalvelino
- Castellabate, con Tresino, Lago, Santa Maria, San Marco, Licosa ed Ogliastro Marina
- Centola, con Palinuro
- Ispani, con Capitello
- Montecorice, con Agnone Cilento, Case del Conte e San Nicola a Mare
- Pisciotta, con Caprioli e Marina di Pisciotta
- Pollica, con Acciaroli e Pioppi
- San Giovanni a Piro, con Scario
- San Mauro Cilento, con Mezzatorre
- Santa Marina, con Policastro Bussentino
- Sapri
- Vibonati, con Villammare

Da notare che solo due comuni hanno il capoluogo sulla costa, Agropoli e Sapri; tutte le altre località costiere sono frazioni di comuni collinari.

## Ambiente

### Riconoscimenti
La Costiera cilentana annovera molte località menzionate nella "Guida Blu" di Legambiente e ben 13 località che si fregiano della "Bandiera blu FEE". Per quanto riguarda le "Vele" di Legambiente, in Campania le 5 vele sventolano lungo la costa a sud di Salerno che comprende il Cilento Antico e la Costa del Mito. Seguono con 3 vele Agropoli, Capaccio-Paestum, Casal Velino e Ascea. Con due vele troviamo Sapri e Vibonati e Ispani.
- Pollica (con le frazioni Acciaroli e Pioppi): Bandiera Blu, 5 Vele
- Sapri: 2 Vele
- Castellabate (Lago, Tresino, Marina Piccola, Pozzillo, San Marco, Punta Inferno, Baia Ogliastro): Bandiera Blu, 5 vele
- Pisciotta (Ficaiola, Torraca, Gabella, Pietracciaio, Fosso della Marina, Marina Acquabianca): Bandiera Blu, 5 vele
- Centola (Marinella, Le Saline, Le Dune, Porto): Bandiera Blu, 5 vele
- Ascea (Piana di Velia, Torre del Telegrafo, Marina di Ascea): Bandiera Blu, 3 Vele
- Agropoli (Lungomare San Marco, Porto, Trentova): Bandiera Blu, 3 Vele
- Montecorice (San Nicola, Baia Arena, Spiaggia Agnone, Spiaggia Capitello): Bandiera Blu, 5 vele
- Casal Velino (Lungomare, Isola, Dominella, Torre): Bandiera Blu, 3 vele
- San Mauro Cilento (Mezzatorre): Bandiera Blu, 5 Vele (Cilento Antico)
- Camerota (Cala Finocchiara, San Domenico): Bandiera Blu per approdo turistico, 5 veleMarina di AsceaSan Giovanni a Piro (con la frazione Scario): 3 Vele
- Capaccio Paestum (Varolato, Laura, Casina d’Amato, Licinella, Torre di Paestum, Foce Acqua dei Ranci): Bandiera Blu, 3 Vele
- Ispani (Ortoconte e Capitello): Bandiera Blu, 2 vele
- Vibonati (Torre Villammare, Santa Maria Le Piane, Oliveto): Bandiera Blu, 2 vele
- Scario: 5 vele[senza fonte]